# Karl Brose
Karl Brose (* 8. Februar 1855 in Cöslin; † 10. März 1930 in Oldenburg) war ein preußischer Generalmajor und Leiter des militärischen Nachrichtendienstes Sektion III b des Großen Generalstabes.

## Leben
Karl Brose war der Sohn des gleichnamigen Kaufmanns Karl Brose und dessen Ehefrau Albertine, geborene Rackow. Nach dem Besuch der allgemeinbildenden Schule trat er am 16. Oktober 1875 als Fahnenjunker in das 8. Pommersche Infanterie-Regiment Nr. 61 der Preußischen Armee ein und avancierte bis Mitte Februar 1877 zum Sekondeleutnant. Nach Absolvierung des Bewerbungsverfahrens wurde Brose am 1. Oktober 1883 an die Kriegsakademie in Berlin kommandiert. Diese beendete er nach drei Jahren und wurde am 22. März 1887 Premierleutnant im 5. Ostpreußischen Infanterie-Regiment Nr. 41 in Königsberg. Genau ein Jahr darauf erfolgte am 22. März 1888 seine Kommandierung zum Großen Generalstab nach Berlin, die bis 24. März 1890 andauerte. Als Hauptmann wurde er im Infanterie-Regiment Nr. 132 ohne Patent aggregiert und erhielt eine Kommandierung zum Nebenetat des Großen Generalstabes. Unter Stellung à la suite erhielt Brose am 20. September sein Patent im 2. Thüringischen Infanterie-Regiment Nr. 32. Seine Verwendung erfolgte hier in der Sektion III b als Bearbeiter des Bereiches Rußland. Die zu diesem Zeitpunkt mit drei Offizieren besetzte Sektion stand anfangs unter der Leitung von Major Artur Waenker von Dankenschweil (1849–1894). Im Jahre 1892 übernahm Major Mueller die Leitung der Sektion und ab 1895 Major Cai Theodor Dame (1851–1937). Seine Aufgabe bestand vorrangig darin, die aus den einzelnen Nachrichtensammelstellen im Bereich der Grenze zu Russland einlaufenden Informationen auszuwerten. Geeignete Personen zur Nachrichtenbeschaffung mit auszuwählen und die dafür eingesetzten Bezirksoffiziere anzuleiten. Sowie gemeinsam mit ihnen den Aufbau der Nachrichtensammelstellen voranzutreiben. Nach sieben Jahren im Großen Generalstab erfolgte zum 27. Januar 1897 seine Versetzung als Kompaniechef im Füsilier-Regiment „Prinz Heinrich von Preußen“ (Brandenburgisches) Nr. 35. Den Charakter als Major erhielt Brose am 16. Juni 1900 und wurde à la suite des Füsilier-Regiments „General-Feldmarschall Graf Blumenthal“ (Magdeburgisches) Nr. 36 gestellt. Das Patent erhielt er am 14. April und wurde erneut zum Großen Generalstab versetzt.
Nach einer kurzen Übergabezeit löste Brose dann den bisherigen Chef der Sektion III b im Großen Generalstab Cai Theodor Dame (1851–1937), seinen früheren Vorgesetzten, ab, der planmäßig wieder zur Truppe, als Bataillonskommandeur ging. In dieser Zeit befand sich die Sektion III b, der militärische Nachrichtendienst des Großen Generalstabes, noch in der schwierigen Aufbauphase zur Verbreiterung seiner Informationsbasis in den einzelnen Armeekorps, im Bereich der Grenzen zu Frankreich und Russland. Dabei war vor allem das Ziel die Beschaffung von wichtigen, militärisch bedeutsamen Informationen zur Einschätzung von gegnerischen Aktivitäten. Hier erfolgte der Aufbau und die Profilierung von militärischen Nachrichtenstationen, denen Grenzkommissare des Nachrichtenwesens vorstanden, die über die Sektion III b angeleitet und geführt wurden. Darüber hinaus bestand die Aufgabe in der Abwehr von Spionageaktivitäten durch eigenes Informationsaufkommen und die Koordination mit den, ebenfalls noch im Aufbau befindlichen Central Stellen (C.St.) sowie den regionalen Polizeistellen. Von nicht geringer Bedeutung waren dabei, dass sich in seiner Amtszeit mehrfach die politischen Rahmenbedingungen veränderten und die Erfahrungen früherer militärischer Auseinandersetzungen durch den Russisch-Japanischen Krieg 1904 bis 1905 eine gravierende Veränderung erfuhren. Daraus resultierte unter anderem eine Neuausrichtung des militärischen Nachrichtendienstes um 1908 für die Zeit eines Kriegsfalles.
Diese neue Etappe war vor allem dadurch gekennzeichnet, dass ab Sommer 1906 eine weitere personelle Verstärkung der Sektion III b durch Weisung des Chefs des Großen Generalstabes Helmuth von Moltke, der Jüngere „durch fremdsprachig befähigte jüngere Berufsoffiziere mit Generalstabsausbildung“ erfolgte. Diese wurden nach ihrer Auswahl in der Sektion III b in Berlin mit der Aufgabenstellung vertraut gemacht und daraufhin als Nachrichtenoffiziere (N.O.) den Armeekorps zugeteilt. Zu ihnen gehörten, für das I. Armee-Korps in Königsberg, Oberleutnant Walter Nicolai (1873–1947) und für das XVI. Armee-Korps in Metz Hauptmann Schulz. Im Jahre 1908 nahm Brose im Rahmen seiner regelmäßigen Berichterstattungspflichten gegenüber seinem Vorgesetzten Erich Ludendorff zum bisherigen Einsatz von Nachrichtenoffizieren Stellung und konnte feststellen, dass mit diesem Schritt eine viel größere Informations- und Handlungsfähigkeit der Sektion III b erreicht worden war. Daraufhin wurden noch im gleichen Jahr vier weitere Nachrichtenoffiziere, zwei im Bereich Nord-Ost und zwei im Bereich West eingesetzt, deren Führung durch die Sektion von Berlin aus erfolgte. Ergänzend kam noch die Forderung dazu, in den einzelnen Armeekorps für die Notwendigkeit der geheimen Nachrichtenbeschaffung Organisation Unterstützung und Akzeptanz zu finden. Brose wurde am 22. März 1910 zum Oberst befördert und gab planmäßig am 18. Oktober die Leitung der Sektion III b an seinen Nachfolger Major Wilhelm Heye (1869–1947) ab. Damit war mit Brose erstmals, in der Zeit des Aufbaus eines deutschen Nachrichtendienstes ein Chef der Sektion III b eingesetzt worden, der bereits über vorangegangene nachrichtendienstliche Erfahrungen verfügte und dieses Amt über zehn Jahre ausübte.
Nach der Rückkehr zur Truppe wurde Brose mit Wirkung vom 18. Oktober 1912 zur Disposition gestellt. Seine Wiederverwendung erfolgte erst unter den Bedingungen des Ersten Weltkrieges. Zu diesem Zeitpunkt wurde die bisherige Sektion III b zur Abteilung III b im Großen Generalstab aufgewertet, personell durch erfahrene Reserveoffiziere bzw. Kriegsverletzte verstärkt und im Stellvertretenden Generalstab die stellv. Abteilung III b geschaffen. Hier wurde Brose ab 1914, auf Grund seiner Erfahrungen im Bereich der nachrichtendienstlichen Arbeit als Leiter eingesetzt, die der Abteilung III b im Großen Generalstab direkt unterstellt war. Damit war, obwohl bereits Oberst, sein früherer Mitarbeiter Major Nicolai, sein unmittelbarer Vorgesetzter. Sein Aufgabengebiet bestand in der Organisation der Spionageabwehr, die Durchsetzung der Zensur- und Pressearbeit unter den Bedingungen des Krieges. Das umfasste im Weiteren die Kontrolle der sich im Zuständigkeitsbereich aufhaltenden Ausländer, vor allem aus den Ländern der „Kriegsgegner“ sowie die Überwachung des Handels über die Grenzen (Frontlinien) hinaus. Wenige Tage nach Ausbruch des Krieges stellte sich heraus, dass durch die Errichtung der Frontbereiche die Informationsgewinnung, aber auch die Zusammenarbeit mit den im Grenzbereich tätigen V-Leuten fast völlig zum Erliegen gekommen war. Damit hatte sich die Zielsetzung der nachrichtendienstlichen Arbeit der Abteilung III b, einer gewichtigen Säule zur Aufklärung in Richtung Russland mit nachrichtendienstlichen Mitteln, als kaum noch durchführbar erwiesen. Deshalb mussten nun die dringend benötigten militärischen Informationen über den Umweg der neutralen Länder beschafft und die Kontakte zu den V-Leuten neu aufgebaut werden. Der dazu mit Kriegsausbruch geschaffene mobile Nachrichtendienst (mob.III b) wurde zur schnellen Umsetzung dieser Aufgabenstellung vorübergehend dem stellv. III b, damit Karl Broses Verantwortung, unterstellt. Nur sehr schwerfällig waren die abgeschnittenen Verbindungen unter den Bedingungen des Kriegszustandes wieder knüpfbar. Sie wurden dann über das neutrale Schweden, die Schweiz und zum Teil auch über Rumänien wieder aufgebaut.
Angesichts der Mitte 1916 einsetzenden verheerenden Entwicklungen in den Frontbereichen und auch im Landesinneren, der Ablösung der 2. Obersten Heeresleitung unter General Erich von Falkenhayn (1861–1922) und der Übernahme der militärischen Führung durch General Paul von Hindenburg und General Erich Ludendorff (1865–1937) kam es auch zu deutlichen Veränderungen sowohl in der Struktur, der personellen Besetzung, als auch der Ausrichtung der Arbeit der III b. Im Ergebnis dieser Neuausrichtung wurde Brose Ende 1916 in den Ruhestand versetzt und am 27. Januar 1917 erhielt er den Charakter als Generalmajor.
Karl Brose war verheiratet. Er zog sich ab 1917 aus den gewohnten militärischen Strukturen sowie der Öffentlichkeit zurück und nahm später seinen Wohnsitz in Oldenburg. Seit diesem Zeitpunkt ist über Karl Brose weder die Pflege politischer Beziehungen, ein späteres Engagement in der Öffentlichkeit noch die sonst bei der Mehrzahl höherer Offiziere gewohnte militärische Traditionspflege feststellbar. In Oldenburg verstarb er am 10. März 1930.